# Culiacán
Culiacánⓘ, Culiacán Rosales – miasto w zachodnim Meksyku, na nizinie nadbrzeżnej, nad rzeką Culiacán. Stolica stanu Sinaloa. Miasto leży w dolinie, około 55 m n.p.m., w miejscu połączenia rzek Tamazula i Humaya, tworzącej od tego miejsca rzekę Culiacán.

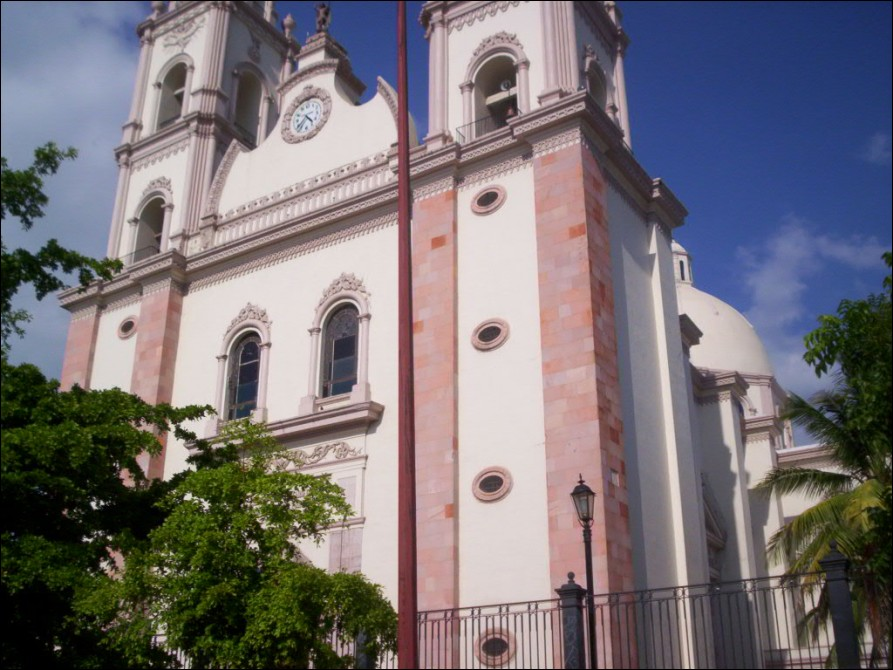
Katedra

Miasto położone jest środkowej części stanu w podobnej odległości jak dwie inne aglomeracje: Los Mochis na północy i Mazatlán na południu. Założone w 1531. Przemysł spożywczy, skórzany, cementowy, włókienniczy.. Ośrodek handlowy regionu rolniczego. Węzeł komunikacyjny. Uzdrowisko (cieplice) i ośrodek wypoczynkowy. Uniwersytet założony w 1873. W 2005 roku miasto liczyło 605 304 mieszkańców.

## Historia
Miasto zostało założone przez hiszpańskiego konkwistadora Nuño Beltrán de Guzmána w 1531 na miejscu istniejącej od 628 roku indiańskiej osady i nazwane San Miguel de Culiacán. Krótko później Culiacán był miejscem zakończenia wyprawy eksploracyjnej przez Álvar Núñez Cabeza de Vaca, a także miejscem rozpoczęcia wyprawy przez Francisco Vásquez de Coronado eksploratora i odkrywcy południowo-zachodnich terenów USA, przez co wielu badaczy kojarzy miasto jako centrum kolonizacji i ewangelizacji Nowej Hiszpanii. W 1793 zmieniono pierwotną nazwę na obowiązującą do dziś miasto Culiacán. W roku 1830 przez podział utworzono stany Sonora i Sinaloa, a od 1873 Culiacán jest stolicą stanu Sinaloa. W latach 50. XX wieku miasto było miejscem narodzin czarnej ekonomii ze względu na olbrzymie dochody z handlu narkotykami przerzucanymi do Stanów Zjednoczonych. Także budowa jednej z odnóg Autostrady Panamerykańskiej przyspieszyła rozwój miasta.

## Gmina Culiacán

Położenie gminy Culiacán na mapie stanu Sinaloa

Miasto oprócz bycia stolicą jest także siedzibą władz gminy Culiacán, jednej z 18 gmin w stanie Sinaloa. Gmina jest gminą graniczną ze stanem Durango, rozciąga się od Sierra Madre Occidental na wschodzie do wybrzeża Pacyfiku nad Zatoką Kalifornijską. Według spisu z 2005 roku ludność gminy liczyła 793 730 mieszkańców. Gminę utworzono w 1915 roku decyzją gubernatora stanu Sinaloa.

## Współpraca
- Manhattan Beach, Stany Zjednoczone
- Saint Paul, Stany Zjednoczone
- Wakayama, Japonia
- Zhongshan, Chińska Republika Ludowa
- Torreón, Meksyk
- Tijuana, Meksyk
- Guadalajara, Meksyk
- Caborca, Meksyk